# Dryopsophus dayi
Espèce
Synonymes
- Hyla dayi Günther, 1897
- Nyctimystes dayi (Günther, 1897)
- Litoria dayi (Günther, 1897)
- Hyla tympanocryptis Andersson, 1916
- Nyctimystes vestigia Tyler, 1964
- Nyctimystes hosmeri Tyler, 1964

Statut de conservation UICN

 EN A2ac : En danger
Dryopsophus dayi est une espèce d'amphibien de la famille des Pelodryadidae.

## Répartition

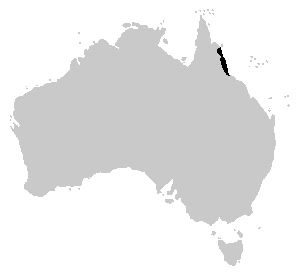
Distribution

Cette espèce est endémique du Nord du Queensland en Australie. Elle se rencontre de Paluma à Cooktown du niveau de la mer jusqu'à 1 200 m d'altitude dans l'est de la péninsule du cap York ce qui représente 9 000 km2.

## Description

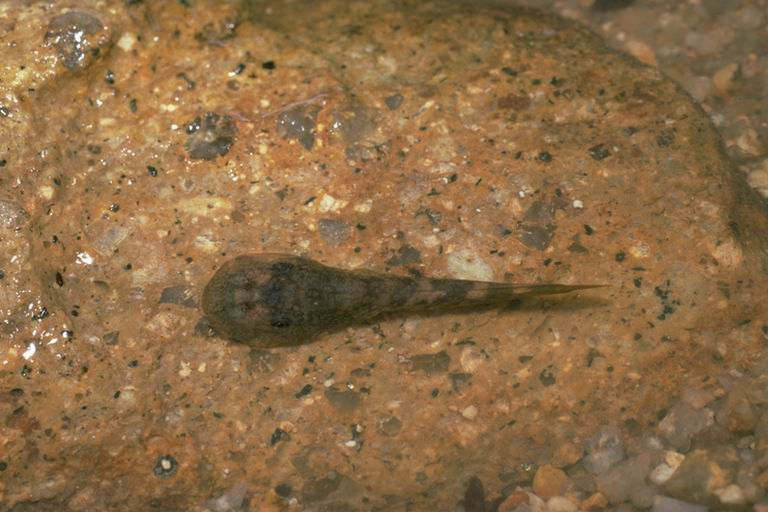
Têtard de Litoria dayi

L'holotype mesure 52 mm.
Les mâles mesurent de 30 à 42 mm et les femelles de 45 à 60 mm.

## Étymologie
Cette espèce est nommée en l'honneur de William S. Day.

## Publication originale
- Günther, 1897 : Description of new species of lizards and of a tree frog from north-eastern Queensland. Novitates Zoologicae, vol. 4, p. 403-406 (texte intégral).